# Tiroïditis de Hashimoto
La tiroïditis de Hashimoto o tiroïditis limfocítica crònica (TLC) és una malaltia autoimmunitària en la qual la glàndula tiroide és destruïda a poc a poc per una varietat de cèl·lules i anticossos que medien en els processos immunes. Fou descrita per primera vegada l'any 1912 pel metge japonès Haraku Hashimoto, qui l'anomenà «goll limfomatós». Va ser la primera malaltia reconeguda com una malaltia autoimmunitària. L'etiologia de la TLC encara no es coneix del tot. A la majoria dels malalts s'observen diferents tipus d'anticossos anti-tiroidals, sent la peroxidasa anti-tiroidal (anti-TPO) la troballa més comuna. Molts també poden presentar positivitat a l'anti-tiroglobulina (anti-Tg) i/o als anticossos bloquejants del receptor de TSH (TBAb o TSBAb). Un petit grup (10-15%) té signes clínics de TLC i les determinacions d'anticossos en sèrum són negatives.
Es creu que aquest trastorn és la causa més comuna d'hipotiroïdisme primari a Amèrica del Nord i als països desenvolupats en general. Una mitjana entre 1 i 1,5 de cada 1.000 persones tenen aquesta malaltia, amb més freqüència en dones que en homes (entre 10:1 i 20:1), i amb més freqüència entre els 45 i els 65 anys. És la principal anomalia de la tiroide en nens i joves menors de 18 anys.
En els països europeus, una forma atròfica de la tiroïditis autoimmunitària (tiroïditis d'Ord) és més comuna que la tiroïditis de Hashimoto. En la de Hashimoto pot haver-hi creixement de la glàndula i en la d'Ord no és present, encara que la distinció és més acadèmica que pràctica. En definitiva, són manifestacions particulars d'un mateix procés i no dues malalties diferents.
La malaltia té una variant nodular, menys comuna que la presentació difusa i amb unes característiques ultrasonogràfiques notablement heterogènies. La majoria d'aquests nòduls són benignes (≈84%) i els criteris de malignitat no són diferents als d'altres patologies nodulars en general. S'ha trobat, però, una associació particular entre la TLC i el carcinoma papil·lar de tiroides (CPT) amb uns mecanismes patogènics encara no aclarits. Alguns especialistes afirmen que la coexistència de TLC i aquest tipus de carcinoma comporta nombres més baixos de metàstasis limfàtiques cervicals i diàmetres tumorals més petits en relació als apreciats en malalts que pateixen un CPT sense aquesta tiroïditis, fet que representa un potencial millor pronòstic pels pacients amb les dues patologies. Els pacients amb TLC tenen un alt risc de desenvolupar un limfoma tiroidal primari (LTP) amb relació a la resta de la població, el qual acostuma a aparèixer en el context d'un goll de creixement ràpid. En aquests casos, el LTP sorgeix sobre una tiroïditis limfocítica de llarga evolució i el seu tipus histològic correspon predominantment (≥70%) al d'un limfoma de teixit limfoide associat a les mucoses. La concurrència de TLC, CPT i LTP és escassa, però possible.
La TLC s'associa moltes vegades amb altres problemes d'autoimmunitat. Per exemple: diabetis mellitus de tipus 1, celiaquia, artritis reumatoide, esclerosi múltiple o vitiligen. L'associació de TLC i miastènia gravis és poc freqüent i pot presentar-se de dues maneres, de forma conjunta o un procés precedint a l'altre. Quan coexisteixen ambdues entitats clíniques els símptomes es solapen, dificultant la diagnosi separada de dites malalties. També s'ha descrit en determinats casos l'aparició d'una síndrome d'Adie (un trastorn neurològic caracteritzat per una pupil·la tònica dilatada), amb midriasi i fotofòbia. Amb poca freqüència, es veuen TLCs en les que es produeix una síndrome nefròtica derivada d'una glomerulonefritis membranosa per alteració dels nivells sèrics de les hormones tiroidals.
Ocasionalment, la TLC pot cursar amb una forma especial d'encefalitis descrita per primera vegada l'any 1966, que en determinats malalts debuta en forma de psicosis. En altres, poden sorgir crisis epilèptiques refractàries a la medicació antiepilèptica i immunosupressora. Aquesta encefalitis, secundària als efects tòxics de l'hormona alliberadora de tirotropina en el SNC, per regla general acostuma a respondre bé als corticoides.
S'ha observat que persones joves amb TLC, però sense anormalitats de la funció glandular (és a dir, en estat d'eutiroïdisme), presenten canvis en les artèries caròtides que indiquen que aquesta tiroïditis podria afavorir una ateroesclerosi precoç i augmentar el risc de problemes cardiovasculars en els individus afectats. Les dones amb la síndrome d'ovari poliquístic són més proclius a desenvolupar una TLC que les que no la pateixen; possiblement per un desequilibri entre estrògens, progesterona i andrògens. També s'ha observat l'existència concurrent de determinats polimorfismes genètics en les dues malalties. De forma gairebé excepcional la TLC s'ha identificat com un trastorn relacionat amb una hemiagenèsia tiroidal (un rara anomalia genètica), acompanyat d'una absència ipsilateral de glàndules paratiroides, sense que a hores d'ara s'hagi aclarit completament el conjunt de mecanismes que lliga aquestes patologies.
El paper del dèficit o l'excés de certs nutrients en la gènesi o l'evolució d'aquesta tiroïditis encara no s'ha aclarit completament; per això, els suplements o dietes recomanables a les persones que la pateixen són motiu de controvèrsia. Alguns malalts amb TLC i hipotiroïdisme subclínic recuperen l'estat eutiroidal després d'un tractament amb mioinositol i seleni.
Una de les infeccions que els especialistes consideren dins del grup de factors desencadenants de la malaltia és la produïda pel virus de l'herpes simple tipus 1.

## Diagnòstic
Clínicament la diagnosi de la TLC no és sempre fàcil, ja que acostuma a progressar lentament de forma subtil i sovint es sospita per alteracions en una anàlisi rutinària. Els símptomes inicials són poc específics: cansament, canvis d'humor, somnolència, intolerància al fred, rampes, pèrdua de cabells, restrenyiment, disminució de la memòria, augment de pes, etc. L'examen físic pot apreciar un goll dur no dolorós a la palpació o, en cas d'un procés avançat, un mixedema periorbital amb exoftàlmia ocular bilateral i hiperèmia conjuntival (oftalmopatia de Hashimoto). Dita oftalmopatia sovint s'acompanya d'alteracions a les parpelles o disfuncions dels músculs encarregats dels moviments oculars i, de vegades, la seva primera manifestació és una diplopia. Rarament, en nens la malaltia debuta amb un vessament pericardíac. En adults amb TLC, aquest tipus de lesió s'observa més sovint i existeixen casos en els que la tiroïditis s'ha diagnosticat després de la presentació de quadres sincopals en el context d'un tamponament cardíac imminent secundari a embassament pericardíac massiu.
De forma molt ocasional, la TLC es detecta com a conseqüència d'hemorràgies derivades d'una coagulopatia, com ara la forma adquirida (no hereditària) de la malaltia de Von Willebrand. Aquest trastorn té les mateixes característiques analítiques que la forma congènita i pot concórrer amb un procés limfoproliferatiu o no.
Les presentacions més comunes de la TLC són:
- Eutiroïdisme i goll
- Hipotiroïdisme subclínic i goll
- Fallida tiroidal primària
- Hipotiroïdisme
- Goll adolescent
- Tiroïditis no dolorosa o silent
- Tirotoxicosi no dolorosa puerperal
- Hiper/Hipotiroïdisme alternant

Una forma poc freqüent de la TLC és l'associada amb la malaltia relacionada amb l'IgG4 (MRIgG4). S'ha descrit la concurrència de MRIgG4 i vasculitis en TLCs de llarga evolució. TLCs greus poden cursar amb rabdomiòlisi (destrucció de cèl·lules musculars esquelètiques) important, en el context d'una síndrome de Van Wyk-Grumbach.
Les proves analítiques són fonamentals en el diagnòstic i s'han de valorar acuradament els nivells dels anticossos anti-tiroidals esmentats abans, de la TSH, la T3 lliure i la T4 lliure i total. És possible trobar nivells aixecats de prolactina, fet que comporta de vegades una disminució de la secreció de gonadotropina, alteracions del cicle menstrual i/o galactorrea. Els estudis per ultrasons tenen gran utilitat, sobretot en la forma nodular d'aquesta tiroïditis i en la seva diferenciació d'una malaltia de Graves. Fan possible una avaluació de la mida, ecogenicitat i textura de la tiroide (sòlida o quística) i identifiquen microcalcificacions, marges anòmals o augment de la vascularització emprant l'eco-Doppler. La biòpsia de teixit tiroidal o l'estudi citològic mitjançant el procediment d'aspiració amb agulla fina aporten criteris d'alt valor pronòstic i permeten una classificació definitiva de la lesió.

## Anatomia patològica
Macroscòpicament s'aprecia una glàndula tiroide de consistència ferma, amb una coloració que pot oscil·lar entre rosada i notòriament groga. La càpsula es lobulada i sense adherències amb les estructures adjacents.
Microscòpicament, la TLC es caracteritza por una infiltració limfocitària difusa amb presència de centres limfoides germinals ocasionals, fol·licles tiroidals petits i d'escàs contingut col·loide amb un grau divers de destrucció de les seves cèl·lules epitelials. El citoplasma de les cèl·lules fol·liculars és granular i de color rosat (oxifílic), mentre que el seu nucli és hipercromàtic. Aquestes cèl·lules alterades s'anomenen oncocítiques, cèl·lules de Hürthle o cèl·lules d'Askanazy.
A la forma atròfica es veu una tiroide petita, amb un infiltrat limfoide similar i evidència de canvis fibròtics moderats que comprometen el teixit parenquimatós tiroidal.
Els canvis histopatològics que s'observen en una TLC fibrosa i en una tiroïditis de Riedel (TR) son bastant similars, si bé en la TR no acostumen a aparèixer cèl·lules oncocítiques. Una altra característica diferencial és la presència predominant de cèl·lules plasmàtiques IgA-positives en la TR i IgG-positives en la TLC fibrosa (en la qual la positivitat IgA és de <15%).
Eventualment, pot ser necessari fer un perfil immunohistoquímic o estudis de genotipat de la mostra, ja que certes varietats de limfoma -sobretot el tipus MALT- s'instauren sobre la TLC. En un ≤30% dels casos es tracta d'un limfoma B no hodgkinià de cèl·lules grans.

## Tractament
La malaltia pot romandre estàtica i asimptomàtica molts anys. Les persones amb un goll petit i sense símptomes no són tributàries de tractament. Si la TLC progressa, apareixen problemes compressius causats per la mida del goll o manifestacions clíniques i analítiques d'hipotiroïdisme, cal instaurar una teràpia de reemplaçament hormonal amb tiroxina sintètica (levotiroxina). La dosi de levotiroxina ha d'ajustar-se a les necessitats individuals del pacient (edat, existència de comorbilitats o no, etc.) i acostuma a ser un tractament mèdic de per vida. En alguns casos, si el goll és dolorós o ocasiona una important alteració estètica, pot estar indicada la cirurgia.
La TLC en nens afectes de cromosomopaties concomitants (síndrome de Down, síndrome de Turner) té tendència a evolucionar ràpidament cap a l'hipotiroïdisme subclínic i no és infreqüent la conversió de la malaltia en una tiroïditis autoimmune tipus Graves-Basedow, en especial en casos de TLC dolorosa (forma que provoca una important desestructuració tiroidal). Si bé les dues formes de tiroïditis presenten fenotips diferents i no es coneixen clarament els seus mecanismes de divergència, tenen un gran nombre de factors etiològics comuns. L'una i l'altra poden coexistir en un mateix malalt i cursar amb episodis recurrents de tirotoxicosi.
No tots els nens i adolescents amb tiroïditis de Hashimoto necessiten un tractament de durada indefinida amb levotiroxina i un terç d'aquells que tenen un nivell de TSH <10 U/L en el moment del diagnòstic són candidats a discontinuar la medicació en uns dos anys.